# Казали
Казалі́нськ (каз. Қазалы) — місто у складі Казалінського району Кизилординської області Казахстану. Адміністративний центр та єдиний населений пункт Казалінської міської адміністрації.
Населення — 7324 особи (2021; 7686 у 2009, 7298 у 1999, 7987 у 1989).
Розташоване за 12 км від залізничної станції Казалінськ на лінії Аральськ—Кизилорда, на правому березі річки Сирдар'я. Цегельний і рибний заводи.